# Фереро
Фереро (итал. Ferrero SpA) је италијански произвођач чоколаде и осталих кондиторских производа ког је основао Пијетро Фереро (Pietro Ferrero) 1946. у граду Алба у Пијемонту. Компанија тренутно упошљава више од 16.000 радника којом и даље управља породица Фереро.
Неки од њихових производа су:
- Нутела
- Киндер (Киндер буено, Киндер јаје...)
- Фереро роше
- Рафаело
- Тик Так (бомбоне, жваке)
- Кристалина
- Естате зиро